# Амран (мандрівник)
Амран (за іншими даними — Амрам) — сліпий єврейський мандрівник, відомий з листування Хасдая з царем Йосипом. Подорожував у X столітті з Хозарії далеко на Захід, до Іспанії і назад через столицю Хозарії Хамлідж (одна з назв Ітиля).
З листа єврейського сановника Хасдая ібн Шафруту до хозарського царя Йосипа:
|  | Ті обидві людини, які прийшли з країни Г-б-лім'ов, мар-Саул і мар-Йосиф, які поручилися мені доставити листи мої до мого пана, царя, сказали мені, що близько шести років тому до них приходив один сліпий юдей, людина вчена і розумна, якого звали мар-Амрам, і сказав, що він з країни ал-Хозар, що він був у будинку мого пана, царя, користувався його гостинністю і був у нього в пошані. Коли я (про це) почув, я послав за ним посланців, щоб повернути його до себе, але вони його не наздогнали. Через це також зміцніла моя надія і посилилася моя впевненість... |